# عزام الكردي
عزام الكردي (1961-2016) أستاذ وطبيب جامعي سوري يعتبر مؤسس وأول رئيس في تاريخ جامعة حماة.

## حياته
ولد في حماه في 8 نوفمبر 1961 ، وفي مداراسها تلقى تعليمه الابتدائي والإعدادي  والثانوي، حيث نال درجة بكالوريوس في الطب البيطري عام 1983، سافر بعدها إلى ألمانيا ملتحقا بجامعاتها حيث حصل على درجة الماجستير من جامعة هومبولت في برلين ،
ثم الدكتوراه عام 1989 من جامعة هومبولت في برلين في اختصاص علم الفيروسات.
شغل الدكتور عزام رياض الكردي عدة مناصب عقب عودته من ألمانيا في جامعة البعث إلى أن عين عميدا لكلية الطب البيطري في جامعة البعث 2011 ، ثم عين مديرا لفرع جامعة البعث في حماة عام 2014.
في عام 2014 أسس الدكتور عزام الكردي جامعة حماة ليشغل منصب أول رئيس في تاريخ جامعة حماة عام 2014.

## وفاته
توفي الدكتور عزام رياض الكردي في 6 يناير 2016 .